# Paraleptophlebia assimilis
Paraleptophlebia assimilis är en dagsländeart som först beskrevs av Banks 1914.  Paraleptophlebia assimilis ingår i släktet Paraleptophlebia och familjen starrdagsländor. Inga underarter finns listade i Catalogue of Life.